# Kylmäsaari (ö i Kajanaland, Kehys-Kainuu, lat 65,21, long 29,50)
Kylmäsaari är en ö i Finland. Den ligger i sjön Kiantajärvi och i kommunen Suomussalmi i den ekonomiska regionen  Kehys-Kainuu  och landskapet Kajanaland, i den nordöstra delen av landet, 600 km norr om huvudstaden Helsingfors. Öns area är 1,5 hektar och dess största längd är 260 meter i öst-västlig riktning.